# Кириленко, Вячеслав Анатольевич
Вячесла́в Анато́льевич Кириле́нко (укр. В'ячеслав Анатолійович Кириленко; род. 7 июня 1968, пгт Полесское Киевской области) — украинский политик. Со 2 декабря 2014 по 14 апреля 2016 года вице-премьер по гуманитарным вопросам и министр культуры Украины. С 14 апреля 2016 года по 29 августа 2019 года — вице-премьер-министр Украины.

## Биография
Окончил философский факультет Киевского государственного университета имени Тараса Шевченко (1988—1993, философия, преподаватель), затем там же аспирантуру (1993—1996).
Кандидат философских наук (1997), диссертация «Украинская философия национального радикализма XX века: историческое становление и содержательное формирование».
В конце 1980-х — один из основателей Украинского студенческого союза, первоначально носившего полулегальный характер. С декабря 1989 по апрель 1992 года был председателем секретариата Украинского студенческого союза.
В октябре 1990 был одним из инициаторов так называемой «студенческой революции на граните» — политической студенческой голодовки на площади Октябрьской революции в Киеве, следствием которой стала отставка председателя совета министров Украины Виталия Масола.
С сентября 1992 по октябрь 1993 года — председатель Украинского студенческого союза.

## Политическая карьера

### Народный Рух, РУХ, УНП. (1993—2002)
С 1993 года член Народного руха Украины (НРУ). В октябре 1993 — апреле 1994 — член Малого совета Народного руха Украины (НРУ).
Октябрь 1993 — ноябрь 1999 — председатель молодёжной организации НРУ «Молодой Народный Рух». С апреля 1994 по декабрь 1999 года — член Центрального провода НРУ. С декабрь 1995 по март 1999 — член президиума Центрального провода НРУ. Январь 1996 — март 1998 — руководитель отдела политического анализа секретариата НРУ.
С апрель 1998 по апрель 2002 года — народный депутат Верховной рады Украины третьего созыва (от НРУ, № 18 в списке). Секретарь Комитета по вопросам социальной политики и труда.
С декабря 1999 — январь 2003 — заместитель председателя РУХа (Украинского народного руха) Юрия Костенко — организация образована после раскола НРУ. С января по декабрь 2003 года был заместителем председателя Украинской народной партии (УНП) — преемницы Украинского народного руха.
В 2001 году был членом президиума Общественного комитета сопротивления «За правду».

### «Наша Украина» (2002—2009)
С апрель 2002 по июнь 2005 года народный депутат Верховной рады Украины IV созыва (от блока Виктор Ющенко «Наша Украина», № 20 в списке). Член фракции «Наша Украина». С июня 2002 года заместитель председателя Комитета по вопросам социальной политики и работы.
В 2004 году на выборах президента Украины был доверенным лицом кандидата на пост президента Украины Виктора Ющенко.
С февраля по сентябрь 2005 года был министром труда и социальной политики в правительстве Юлии Тимошенко. С 27 сентября 2005 по 4 августа 2006 — вице-премьер-министр по гуманитарным и социальным вопросам в Кабинете министров Юрия Еханурова.
С апреля 2006 по июнь 2007 года — народный депутат Верховной рады Украины V созыва от блока «Наша Украина», № 6 в списке. Член фракции «Наша Украина», с декабря 2006 — её председатель. Член Комитета по вопросам культуры и духовности, председатель подкомитета по вопросам охраны историко-культурного наследия. Глава фракции блока «Наша Украина» (с декабря 2006 года).
С апреля 2007 — председатель партии Народный союз «Наша Украина».
В 2007 избран народным депутатом Верховной Рады Украины шестого созыва от блока «Наша Украина — Народная самооборона», № 2 в списке. Глава Политсовета блока «Наша Украина — Народная самооборона». Глава фракции блока «Наша Украина — Народная самооборона» (с 11.2007). Член Комитета по вопросам культуры и духовности (с 12.2007)
Согласно коалиционному соглашению между БЮТ и НУ-НС должен был занять место Председателя Верховной Рады Украины. Однако, после консультаций с Президентом Украины Виктором Ющенко взял самоотвод.
С ноября 2007 — председатель фракции «Наша Украина — Народная самооборона» в Верховной Раде. В декабре 2008 — подал в отставку с поста главы фракции. Зимой 2009 с группой сторонников вышел из партии Народный союз «Наша Украина».

### «За Украину!» (2010—2014)
Возглавил общественное движение «За Украину!», которое 19 декабря 2010 года было преобразовано в политическую партию «За Украину!».
Один из основателей Комитета сопротивления диктатуре, созданного летом 2011 года. В декабре 2011 года Кириленко подписал c Арсением Яценюком соглашение о совместной оппозиционной деятельности и объединении своей партии «За Украину!» с партией «Фронт перемен» после выборов.
На выборах в Верховную Раду 2012 года занял 6 место в списке ВО «Батькивщина» (указан как беспартийный). В Верховной Раде VII созыва возглавил комитета по вопросам культуры и духовности.
В 2013 году вместе с депутатами от «Батькивщины» Иваном Стойко и Олегом Медуницей предложил законопроект о признании ОУН-УПА воюющей за независимость Украины стороной во Второй мировой войне. По заявлению Кириленко «законопроект направлен на восстановление исторической справедливости и имеет целью ликвидацию последствий беззакония и произвола, допущенных в своё время руководством Союза ССР и Украинской ССР, а также обновления гражданских прав членов ОУН и воинов УПА».
23 февраля 2014 года, на второй день после бегства Виктора Януковича, Вячеслав Кириленко внёс в повестку дня заседания Верховной Рады законопроект «О признании утратившим силу „Закона о государственной языковой политике“». 232 депутата проголосовали за внесение законопроекта в повестку дня и без обсуждения немедленно приняли его. Отмена закона была негативно расценена многими жителями юга и востока Украины и спровоцировала волну антиправительственных выступлений, способствовавшую аннексии Крыма Россией. Исполняющий обязанности Президента Украины Александр Турчинов 28 февраля 2014 года отказался подписать закон, однако население русскоязычных регионов продолжило протесты под новыми лозунгами.

### «Народный Фронт». Министр культуры. (2014—2016)
На первом съезде в сентябре 2014 года политической партии «Народный фронт» (основанной премьер-министром Украины Арсением Яценюком и спикером Верховной Рады Александром Турчиновым после ухода из партии «Батькивщины») произошло объединение с партией «За Украину!». Также было принято решение о запрете включать в партийные списки бывших членов «Партии регионов» Сам Вячеслав Кириленко вошёл в состав политсовета новой партии.
На парламентских выборах в октябре 2014 года партия заняла первое место. В избирательном списке Вячеслав Кириленко занимал 8 место. Представлял «Народный фронт» вместе с Сергеем Пашинским и Павлом Пинзеником на переговорах о создании коалиции в парламенте с партиями «Блок Петра Порошенко» и «Самопомощь». 3 ноября Кириленко сообщил о том, что «до конца недели мы будем иметь на 90 % готовый текст соглашения». В регламенте будут указана роль совета коалиции, общие сборы, принцип «одна фракция — один голос», принятие консенсусом важных решений на заседании совета, на общих сборах — квалифицированным большинством. Также в коалицию не будут привлекаться представители партии «Оппозиционный блок», и депутаты, голосовавшие за законы 16 января, а также те, которые «были во фракции Партии регионов в 2007—2012 годах, когда голосовали „харьковские соглашения“ и другие решения, которые помогли Януковичу узурпировать власть».
2 декабря 2014 года сформировавшаяся в Верховной Раде коалиция в лице партий «Блок Петра Порошенко», «Народный фронт», «Самопомощь», «Радикальная партия Олега Ляшко» и «Батькивщины» опубликовала проект нового состава правительства, где Вячеслав Кириленко занял пост вице-премьера по гуманитарным вопросам и министра культуры Украины. Верховная рада приняла этот состав, в поддержку чего проголосовало 288 народных депутатов. Согласно законодательству, парламент досрочно прекратил депутатские полномочия 4 народных депутатов, избранных по списку партии «Народный фронт»: Арсения Яценюка, Арсена Авакова, Вячеслава Кириленко и Павла Петренко.
В январе 2015 года сообщил, что его ведомство будет поощрять общественные инициативы по очищению Украины от памятников деятелям коммунистического прошлого. По его словам, памятники одиозным деятелям тоталитарного режима, которые к тому же отсутствуют в Государственном реестре недвижимых памятников Украины, не являются объектами культурного наследия ни национального, ни местного значения, и тем самым не подпадают под защиту государства Позже министр уточнил, что это не коснётся символов Второй мировой войны, а сам процесс должен проходить только после соответствующего решения местных общин и общественных активистов.
В феврале 2015 года выступил против принятого Верховной Радой закона о запрете на распространение и демонстрацию произведённых в России фильмов. По его мнению, оправданным является введение запрета только на фильмы и сериалы исключительно милитаристского содержания, которые выставляют работников российских спецслужб, военных и силовых структур в положительном свете. Министр предложил доработать закон, а также создать общий коллегиальный органа с участием Министерства информационной политики, Министерства культуры и Государственного агентства по вопросам кино для совместной с общественностью цензуры российской кинопродукции. В этом же месяце запретил работникам Минкультуры пользоваться российской электронной почтой и другими интернет-сервисами для противодействия утечке служебной информации.

#### В Правительстве Гройсмана
14 апреля 2016 года Второе правительство Яценюка было отправлено в отставку Верховной Радой Украины, а в новом правительстве Гройсмана Кириленко занял должность вице-премьер-министра Украины.
18 апреля 2016 года Кабинет Министров Украины определил вице-премьер-министра Вячеслава Кириленко ответственным за науку, образование, спорт, информационную политику (постановление КМУ № 296 от 18.04.2016).
12 апреля 2017 года вице-премьер-министр Вячеслав Кириленко инициировал перенос даты празднования Дня космонавтики с 12 апреля на 19 ноября, предложив установить Днем украинской космонавтики дату начала полета в космос первого космонавта независимой Украины Леонида Каденюка (полет Каденюка на американском космическом корабле Columbia начался 19 ноября 1997 года и продолжался до 5 декабря). Сам Леонид Каденюк высказался против такого переноса.
1 ноября 2018 года включён в санкционный список России.
Участвовал в досрочных парламентских выборах 2019 года от партии «Европейская солидарность» (38 место в партийном списке).

## Доходы и имущество
Согласно декларации за 2013 год Вячеслав Кириленко заработал 283 600 гривен (247 774 — зарплата, 35 826 — материальная помощь), в то же время доход членов семьи составил 96 615 гривен. В собственности семьи — земельный участок площадью 0,78 га и паркоместо 16,6 м², а также две квартиры (площадью 53,2 м² и 154,8 м²), автомобиль Skoda Superb 2013 года выпуска.

## Семья
Супруга — Екатерина Михайловна Кириленко, преподаватель кафедры философии Киевского национального университета культуры и искусств. С ней Вячеслав познакомился во время обучения в аспирантуре. Имеет учёную степень доктора педагогических наук по специальности «теория и методика профессионального образования».
Есть дочь София (1999 года рождения) и сын (2009 года рождения).